# AEC Armoured Car
Der AEC Armoured Car (englisch Panzerwagen) ist ein britischer Radpanzer der als Spähpanzer im Zweiten Weltkrieg eingesetzt wurde und auf der Basis eines Lastwagenfahrgestells entwickelt worden war.

## Entwicklung

### Hintergrund
Nach dem italienischen Angriff auf Ägypten 1940 waren die britischen Kräfte zunächst in der Defensive, doch dann gelang ihnen ein spektakulärer Vorstoß durch die Kyrenaika. Da Italien kurz davor stand ganz Nordafrika zu verlieren wurde ein deutscher Sperrverband nach Libyen entsendet. Im Wüstenkrieg waren die Vorstöße und Patrouillen mit gepanzerten Spähfahrzeugen ein wichtiger Teil der Kampfhandlungen, um Kenntnisse über die Positionen des Gegners zu gewinnen. Anfänglich waren die britischen Panzerwagen in Nordafrika nur mit leichten und schweren Maschinengewehren bewaffnet, während die italienischen und deutschen Panzerwagen und Panzerspähwagen über 2-cm-Kanonen verfügten. Als erster Behelf wurden erbeutete italienische und deutschen Kanonen in britische Fahrzeuge montiert.

### Entwicklung des AEC Armoured Car
Das britische Unternehmen Associated Equipment Company (AEC) mit Firmensitz in Southall war in den 1930er Jahren ein sehr bekannter Hersteller von Lkw- und Omnibus-Fahrgestellen, der mit dem AEC Matador die Fertigung eines Allrad-Artillerieschleppers für mittelschwere Geschütze begonnen hatte. Während zu dieser Zeit beim britischen Hersteller Daimler Motor Company ein Panzerwagen, der Daimler Armoured Car, in Entwicklung war, hatte man sich bei AEC überlegt, dass es bisher keine Arbeit an einem Panzerwagen gab, der sowohl die Bewaffnung, als auch den Panzerschutz eines aktuellen Cruiser Panzers bieten würde.
Die Ingenieure bei AEC entwickelten einen solchen Panzerwagen ohne einen offiziellen Auftrag und präsentierten einen Modell bei der jährlichen Parade der Horse Guards im Zentrum von London im Jahr 1941. Nachdem Winston Churchill den Entwurf dort gesehen hatte, erhielt AEC einen Auftrag über 120 Fahrzeuge des neuen Typs.

## Technische Beschreibung
Aufbauend auf dem Fahrgestell des Matador-Lastwagens, änderte AEC die Konfiguration von Motor und Antriebsstrang, um einen möglichst guten Panzerschutz für die ursprünglich 3 Mann Besatzung zu schaffen. 
In der ersten Ausführung Mk I kam der Turm des Infantry Tank Mk III Valentine zum Einsatz, der über eine 40-mm-QF 2-pdr Kanone verfügte. Hinzu kam im Turm ein achs-koaxiales einzelnes Besa-Maschinengewehr im Turm und ein Bren Light Machine-Gun in offener Aufhängung für den Kommandanten, um gegnerische Flugzeuge bekämpfen zu können.
Die stärkere Panzerung und Bewaffnung der deutschen Fahrzeuge in Nordafrika führte dazu, dass dort Mk I - Fahrzeuge mit Crusader-Panzertürmen mit 57-mm-QF 6-pdr Panzerkanonen umgebaut wurden. 
Nach dieser Erkenntnis wurden bei den Ausführungen Mk II und Mk III nunmehr ein vergrößerter Turm vier Mann Besatzung und einer seriellen 57-mm- oder 75-mm-Bewaffnung verbaut.
Der AEC besaß wahlweise einen Zwei- oder Vierradantrieb sowie eine Lenkung der Vorderräder. Der Turm wurde elektrische geschwenkt, allerdings gab es eine manuelle Richtoption für den Notfall. 

## Produktion
Von der ersten Ausführung Mk I wurden 129 Stück gefertigt.
Die Gesamtproduktion aller Modelle belief sich auf 629 Stück.

## Ausführungen
- AEC Mk I mit Ordnance QF 2-Pfünder[1]
- AEC Mk II bekam einen 3-Mann-Turm mit einer elektrischen Traverse und eine 6-Pfünder-Kanone (57 mm).[1]
- AEC Mk III trug eine amerikanische 75-mm-Panzerkanone des M3.[1]
- AEC AA als Prototyp eines Anti-Aircraft Fahrzeug mit einer Zwillingskanone 20mm Oerlikon wie im Crusader AA

## Einsatz
Negativ waren jedoch sein hohes Profil und seine eckige Erscheinungsform, wodurch er bei Erkundungen nur schwer zu tarnen war. Der AEC sollte die leichteren Daimler Dingos und Humber Armoured Cars unterstützen.
Einige Mk I sind von den alliierten Truppen in Nordafrika Ende 1942 zum Einsatz gebracht worden. Nach Berichten sollen dort einige Fahrzeuge mit dem Turm des Crusader-Panzer ausgerüstet worden sein. 
Die Ausführungen Mk II und Mk III kamen in den folgenden Jahren mit britischen und indischen Truppen zum Einsatz. Oft wurden diese gemeinsam mit amerikanischen Staghound Armoured Car an der Front verwendet. Öfter war das Fahrzeug in Italien anzutreffen und gelangte auch als Ausrüstung zu den jugoslawischen Streitkräften. 
Bei einigen amerikanischen Einheiten ersetzten die Fahrzeuge die 75-mm-Selbstfahrlafetten amerikanischer Armoured Car Regimenter.
Einige gingen später nach Belgien.
Nachfolger der AEC Armoured Cars waren längere Zeit nach dem Krieg die Alvis Saladin. 
In der Libanesischen Armee ist eine Verwendungshistorie bis ins Jahr 1976 dokumentiert. Einige der Gefechtstürme der AEC wurden dort auf Staghound Armoured Cars montiert.